# 斯塔伊蒂
斯塔伊蒂（義大利語：Staiti），是意大利雷焦卡拉布里亚省的一个市镇。总面积15平方公里，人口296人，人口密度19.7人/平方公里（2009年）。ISTAT代码为080090。